# Кормош Жолт Олександрович
Жолт Олександрович Кормош (нар. 25 листопада 1971) — професор кафедри хімії та технологій Волинського національного університету імені Лесі Українки, кандидат хімічних наук (2000 р.), професор (2014 р.).

## Біографія
Народився 25 листопада 1971 року.
В 1993 році отримав диплом про вищу освіту за спеціальністю «Хімія» в Ужгородському державному університеті. В тому ж році продовжив навчання в аспірантурі на кафедрі аналітичної хімії Ужгородського університету. Під керівництвом Я. Р. Базеля виконав і 21 грудня 2000 року в Одеському фізико-хімічному інституті імені О. В. Богатського захистив дисертацію за темою «Утворення, екстракція та аналітичне застосування іонних асоціатів вольфраму (VI) та ренію (VII) з ціаніновими барвниками» на здобуття вченого ступеня кандидата хімічних наук за спеціальністю 02.00.02 — аналітична хімія.
З 1996 року Ж. О. Кормош працював завідувачем лабораторій кафедри аналітичної хімії Ужгородського університету.
18 січня 2001 року його обирають асистентом кафедри органічної та аналітичної хімії Волинського державного університету імені Лесі Українки. 1 квітня 2001 року переводиться на посаду асистента новоствореної кафедри аналітичної хімії ВДУ.
1 вересня 2001 року обирається на посаду старшого викладача, з 21 лютого 2002 року — доцента, з 2005 року — завідувача, з 2007 року — професора кафедри аналітичної хімії.
У 2009 році виконував обов'язки декана хімічного факультету.

## Наукова діяльність
Ж. О. Кормош — спеціаліст з аналітичної хімії (індекс Гірша за даним бази SCOPUS —11). Займається вивченням закономірностей екстракції у вигляді іонних асоціатів з основними барвниками чисельної групи оксианіонів елементів та органічних речовин аніонної природи, розробкою іоноселективних електродів на основі іонних асоціатів та складних халькогенідних матеріалів. Працює над дисертаційним дослідженням на здобуття наукового ступеня доктора хімічних наук за спеціальністю 02.00.02 — аналітична хімії по темі «Сенсори та інші аналітичні системи на основі іонних асоціатів. Основні шляхи керування хіміко-аналітичними параметрами».
Жолт Олександрович є співавтором 670 наукових (у тому числі у провідних міжнародних журналах з високим імпакт-факторм) та науково-методичних праць, 57 патентів, чотирьох навчальних посібників
з ГРИФОМ МОН України. Виступав з доповідями на міжнародних наукових форумах у Білорусі, Росії, Словаччині та Угорщині. Є членом координаційної Ради НАН України з аналітичної хімії, зовнішньої колегії АН Угорщини, спеціалізованої вченої ради К 61.051.03 при Ужгородському національному університеті по захисту кандидатських дисертацій за спеціальностями 02.00.01 — неорганічна хімія та 02.00.02 — аналітична хімія, член редколегії міжнародного наукового журналу «Journal of Water Chemistry and Technology», нештатний рецензент відомих міжнародних наукових журналів: «Talanta», «Electroanalysis», «Drug Testing and Analysis» та ін.
Під його керівництвом захищено чотири дисертації на здобуття наукового ступеня кандидата хімічних наук за спеціальністю 02.00.02 — аналітична хімія:
- Гунька І. П. «Хіміко-аналітичні властивості іонних асоціатів диклофенаку, індометацину, кетопрофену та піроксикаму з основними барвниками», Ужгород (2008 р.);
- Корольчук С. І. «Основні барвники як аналітичні реагенти для визначення форм Os (IV, VI, VIII) та Ru (VI)», Ужгород (2008 р.);
- Савчук Т. І. «Іонні асоціати трийодид-, йодбромід- і пентахлорфенолят-іонів із основними барвниками та їх аналітичне застосування», Ужгород (2012 р.);
- Зубеня Н. В. «Потенціометричні сенсори на основі іонних асоціатів грамінів, левамізолу, ампроліуму, дифенілгуанідину та трифенилгуанидину та їх аналітичне застосування», Ужгород (2017 р.).